# Părvenets (distrikt i Bulgarien, Plovdiv)
Părvenets (bulgariska: Първенец) är ett distrikt i Bulgarien.   Det ligger i kommunen obsjtina Rodopi och regionen Plovdiv, i den centrala delen av landet, 130 km sydost om huvudstaden Sofia.